# Manel Lucas
Manel Lucas i Giralt (Barcelona, 1 de marzo de 1963) es un periodista, imitador y guionista español.
Licenciado en Ciencias de la Información e Historia. Ha colaborado en programas televisivos de TV3 como Set de Nit (2001-2002). Set de Noticies o Polònia (2006); para Antena 3 colaboró en Mire usté (2005) y La escobilla nacional (2010). Actualmente es guionista de los programas de humor Polònia y Crackòvia de Televisió de Catalunya y colaborador habitual del magacín matinal El món a RAC1, que dirige Jordi Basté. En Polònia imita a varios personajes, pero el más popular es sin duda Francisco Franco.